# Polvinen
Polvinen är en sjö i kommunen Joensuu i landskapet Norra Karelen i Finland. Den är 2,2 meter djup. Arean är 38 hektar och strandlinjen är 4,76 kilometer lång. Sjön  ingår i Jänisjokis huvudavrinningsområde.   Den ligger omkring 56 kilometer öster om Joensuu och omkring 410 kilometer nordöst om Helsingfors. 
Polvinen ligger öster om Pirttijärvi. 